# Trinidad y Tobago en los Juegos Paralímpicos de Nueva York y Stoke Mandeville 1984
Trinidad y Tobago estuvo representado en los Juegos Paralímpicos de Nueva York y Stoke Mandeville 1984 por ocho deportistas, siete hombres y una mujer.

## Medallistas
El equipo paralímpico trinitense obtuvo las siguientes medallas:
| Nombre           | Deporte   | Evento                  |
| ---------------- | --------- | ----------------------- |
| Oro              |           |                         |
| Rachael Marshall | Atletismo | Jabalina L5 femenino    |
| Rachael Marshall | Atletismo | Peso L5 femenino        |
| Plata            |           |                         |
| —                |           |                         |
| Bronce           |           |                         |
| Rachael Marshall | Natación  | 100 m libre L6 femenino |